# Neon tetra
Neon tetra ili plava neonka (lat.: Paracheirodon innesi) slatkovodna je riba iz porodice Characidae, roda Characiformes. Stanište ove vrste su bistre ili muljevite vode s područja jugoistočne Kolumbije, istočnog Perua i zapadnog Brazila. Ribe za akvarije love se u tekućim toplim (21-29 °C) bistrim i mutnim vodama. Šarene upadljive boje ribe olakšavaju posao hvatanja njihovim sakupljačima, a te boje ih ujedno čine jednim od najpopularnijih akvarijskih ribica.

## Izgled i osobine
Neon tetra je tamno - maslinastozelenih leđa, i srebrnkasto bijelog abdomena. Ovu ribu karakterizira i upadljiva plavo zelena pruga koja se pruža vodoravno na obje strane ribe i to od nosa do baze repa, te crvena pruga od polovine tijela prema repu. Tijekom noći boja se gubi, a pojavljuje se ponovo s aktiviranjem ribe ujutro. Riba raste otprilike do tri cm u dužinu. Spolni dimorfizam je slabo izražen, ženke imaju nešto veći trbuh.
Mnogi uzgajivači ne znaju da zelena neonka (Paracheirodon simulans) i crna neonka pripadaju ustvari različitim vrstama (čak i različitim rodovima, što je nedavno ustanovljeno), i da nisu kolorni varijeteti jedne vrste. Kardinal tetra, zvana i crvena neonka, je slična vrsta pravoj Neon tetri. Razlikuju se po lateralnoj (poprečnoj) crvenoj pruzi koja se pruža duž tijela ribe.
Dok se Neon tetre iz komercijalnog uzgoja dobro adaptiraju na različite pH vrijednosti vode, dotle one uvezene iz divljine zahtijevaju nešto mekšu, lagano kiselu vodu.
Životni vijek ovih riba je oko 5 godina.

## Povijest i trgovina
Neon tetra je prvi put izvezena iz Južne Amerike, a pisao ju je 1936. ihtiolog G.S. Meyers, dok je ime dobila po dr. William T. Innes. P. innesi je jedna od najpopularnijih akvarijskih riba, i izvozi se za potrebe trgovine u ogromnom broju. Najveći broj neon tetri dostupnih u SAD-u uvezen je iz Hong Konga, Singapura i Tajlanda, gdje se uzgajaju na farmama (ribogojilištima), a jedan manji dio (<5%) uvozi se iz Kolumbije, Perua i Brazila. Svakog mjeseca oko 1,8 milijuna ovih riba (vrijednosti od oko 175.000 $) uvozi se za potrebe akvarijske trgovine.

## U akvariju
Zahtjevi koje neon tetre postavljaju pred uzgajivače nisu veliki. Dovoljan je akvarij od bar 45-50 litara, s pH vrijednosti vode od 5.0-7.0. Bojažljive su, a zbog njihove veličine ne bi ih trebalo držati s velikim ili agresivnim ribama. Idealno je ako ih možemo držati s drugim vrstama tetri, pošto im odgovara sličan sastav vode.
Neon tetre su svejedi i prihvatit će bilo koju vrstu suhe hrane, ali potrebno ih je također dohranjivati i dafnijama, smrznutim crvima, sitnim račićima te tubifeksom.
Poželjno ih je držati u jatima od 6 riba na više, pošto se vole kretati u jatu, i tada do izražaja dolazi njihova ljepota presijavanjem jarkih boja na njihovom tijelu. Još jednom treba napomenuti da se boja ovih riba gubi sa smanjenjem intenziteta svjetlosti (tijekom noći), a pojavljuje se ponovo s aktiviranjem riba ujutro.
Odgovara im akvarij gusto zasađen biljem s temperaturama od 23° do 26°C, što je najsličnije uvjetima koje imaju u prirodi, u amazonskim rijekama.
Nažalost neon tetre su sklone obolijevanju od bolesti zvane "bolest neonki". Ona se očituje gubitkom jarkih boja, pojavom svijetlih pjega na tijelu ribe, te grupiranjem riba oko izvora aeracije (u blizini zračnih pumpi) ili oko grijača. Bolest je obično fatalna, pošto se gotovo po pravilu otkrije prekasno.
Mjere koje se mogu primijeniti su
1. izolacija zaraženih jedinki u karantenu
2. pojačavanje aeracije u akvariju
3. tretman lijekovima (koji se mogu kupiti u prodavaonicama kućnih ljubimaca, riba i sl.)
4. izmjena 1/3 do 1/2 vode u akvariju
5. tretman sa soli koji se primjenjuje tako što se sipa određena količina slane vode u akvarij

Od ove bolesti mogu oboljeti i druge ribe u akvariju.